# Привілля (Лозівська міська громада)
Приві́лля —  село в Україні, у Лозівській міській громаді Лозівського району Харківської області. Населення становить 82 осіб. До 2020 орган місцевого самоврядування — Надеждівська сільська рада.

## Географія
Село Привілля знаходиться в балці Кислочіна по якій протікає пересихаючий струмок з загатами. На відстані 2,5 км протікає річка Берека і за 4,5 км - річка Попільна.

## Історія
- 1900 — дата заснування.
- 12 червня 2020 року, відповідно до Розпорядження Кабінету Міністрів України  № 725-р «Про визначення адміністративних центрів та затвердження територій територіальних громад Харківської області», увійшло до складу Лозівської міської громади.[1]
- 17 липня 2020 року, в результаті адміністративно-територіальної реформи та ліквідації колишнього Лозівського району (1923—2020), увійшло до складу новоутвореного Лозівського району Харківської області.[2]